# Eli Wallach
Eli Herschel Wallach (Nova Iorque, 7 de dezembro de 1915 – Nova Iorque, 24 de junho de 2014)  foi um ator norte-americano, nascido no Brooklin e de origem judaica.
Foi um dos mais importantes atores de Hollywood. Contracenou com nomes de peso na esfera cinematográfica hollywoodiana, tais como Clark Gable, Montgomery Clift, Steve MacQueen, Yul Brynner, Lee Van Cleef, Al Pacino, Marilyn Monroe, Peter O'Toole, Clint Eastwood e Whoopi Goldberg.
Tem três filhos: Peter Wallach, Katherine Wallach e Roberta Wallach. Trabalhou com o famoso diretor italiano Sergio Leone, participando num dos filmes da trilogia conhecida como "Trilogia dos Dólares": Il buono, il brutto, il cattivo. Neste filme fez o papel mais conhecido de sua carreira, o de Tuco Maria, o "feio" do título em inglês (The Good, the Bad and the Ugly)
Ganhou o prêmio BAFTA pela sua atuação em Baby Doll (br: Boneca de Carne), como revelação masculina, logo na sua estreia no cinema. Recebeu o Emmy Awards por The Poppy Is Also a Flower.
Recebeu o Oscar Honorário por sua longa contribuição ao cinema no Governors Awards, em 13 de novembro de 2010. Morreu de causas naturais no dia 24 de junho de 2014 aos 98 anos.

## Filmografia parcial
- 1956 - Baby Doll (br: Boneca de carne – pt: A voz do desejo)
- 1960 - The Magnificent Seven (br: Sete homens e um destino – pt: Os Sete Magníficos)
- 1965 -  Lord Jim
- 1966 - How to Steal a Million (br: Como roubar um milhão de dólares – pt:)
- 1966 - The Good, the Bad and the Ugly (br: Três homens em conflito – pt: O Bom, o Mau e o Vilão)
- 1968 - I Quattro dell'Ave Maria  (br: Os 4 da Ave Maria - pt: O Ás Vale Mais)
- 1977 - The Deep (br: "O Fundo do Mar" - pt: O Abismo)
- 1979 - Firepower (br: "Poder de fogo")
- 1986 - Tough Guys (br.: Os últimos durões)
- 1987 - Nuts (br: Querem me enlouquecer – pt: Louca)
- 1990 - The Godfather: Part III (br: O poderoso chefão 3 – pt: O Padrinho: Parte III)
- 1996 - The Associate (br: O sócio)
- 2006 - The Holiday (br/pt: O amor não tira férias)
- 2007 - Mama's Boy (br/pt: Não quero ser grande)
- 2009 - New York, I Love You (br: Nova York, Eu Te Amo - pt: Nova Iorque, Eu Te Amo)
- 2010 - The Ghost Writer (br/pt: O Escritor Fantasma)
- 2010 - Wall Street: Money Never Sleeps (br: Wal Street - O Dinheiro Nunca Dorme - pt: Wal Street - O Dinheiro Não Dorme)